# 阿纳托利·扎戈罗德尼
阿纳托利·格列博维奇·扎戈罗德尼（羅馬化：Anatolii Hlibovych Zahorodnii；1951年1月29日—），乌克兰理论物理学家，2020年10月起担任乌克兰国家科学院院长。

## 經歷
1951年生于乌克兰波尔塔瓦州大巴哈奇卡。1972年毕业于哈尔科夫国立大学，同年进入乌克兰国家科学院博戈柳博夫理论物理研究所工作。1978年获理论物理学副博士学位。1990年获等离子体物理学全博士学位。1998年获教授职称。
1989年任博戈柳博夫理论物理研究所主管科研工作的副所长，2002年升任所长。
1997年当选乌克兰国家科学院通讯院士。2006年当选乌克兰国家科学院院士，2011年起任副院长。2011年当选俄罗斯科学院外籍院士。2012年当选奥地利科学院外籍通讯院士。
2020年8月鲍里斯·巴顿老院长逝世后，于2020年10月7日补选为乌克兰国家科学院新任院长。

## 荣誉

### 国家级奖项
- 乌克兰功勋科技工作者（2012年）
- 二级功绩勋章（2016年）
- 三级功绩勋章（2008年）
- 乌克兰国家奖科学技术奖（2005年）

### 荣誉称号
乌克兰
- 哈尔科夫国立大学名誉博士（2011年）
- 敖德萨国立大学名誉博士（2015年）
- 基辅国立大学名誉博士（2018年）

中国
- 吉林大学名誉教授（2017年10月）[2]
- 长春市荣誉市民（2019年9月）[3]